# Adiantum leprieurii
Adiantum leprieurii är en kantbräkenväxtart som beskrevs av William Jackson Hooker. Adiantum leprieurii ingår i släktet Adiantum och familjen Pteridaceae. Inga underarter finns listade.